# Communauté de communes du Centre-Ouest
Die Communauté de communes du Centre-Ouest ist ein Gemeindeverband mit der Rechtsform einer Communauté de communes im französischen Überseedépartement Mayotte. Sie wurde am 28. Dezember 2015 gegründet und umfasst fünf Gemeinden. Der Sitz befindet sich in Tsingoni.

## Mitgliedsgemeinden
| Gemeinde                               | Einwohner 1. Januar 2022 | Fläche km² | Dichte Einw./km² | Code INSEE | Postleitzahl |
| -------------------------------------- | ------------------------ | ---------- | ---------------- | ---------- | ------------ |
| Chiconi                                | 8.295                    | 8,51       | 975              | 97605      | 97670        |
| M’Tsangamouji                          | 6.432                    | 22,04      | 292              | 97613      | 97650        |
| Ouangani                               | 10.203                   | 18,50      | 552              | 97614      | 97670        |
| Sada                                   | 11.156                   | 10,26      | 1.087            | 97616      | 97640        |
| Tsingoni                               | 13.934                   | 34,42      | 405              | 97617      | 97680        |
| Communauté de communes du Centre-Ouest | 50.020                   | 93,73      | 534              | –          | –            |